# Kofi Kingston
Kofi Sarkodie-Mensah (14 d'agost del 1981) més conegut al ring com a Kofi Kingston és un lluitador professional ghanès que treballa a la marca RAW de World Wrestling Entertainment (WWE).